# 森德蘭 (麻薩諸塞州)
森德蘭（英語：Sunderland）是一個位於美國麻薩諸塞州富蘭克林縣的鎮。

## 人口
根據2020年美國人口普查的數據，森德蘭的面積為38.20平方千米，當中陸地面積為36.90平方千米，而水域面積為1.30平方千米。當地共有人口3663人，而人口密度為每平方千米96人。